# Hyère (Aulne)
Die Hyère (manchmal auch Hyères genannt) ist ein Fluss in Frankreich, der in der Region Bretagne verläuft. Sie entspringt nahe dem Grenzpunkt der Gemeinden La Chapelle-Neuve, Callac und Plougonver, entwässert generell in südwestlicher Richtung und mündet nach rund 48 Kilometern beim Weiler Pont Triffen, nahe dem Grenzpunkt der Gemeinden Spézet, Cléden-Poher und Landeleau als linker Nebenfluss in die Aulne. Auf ihrem Weg durchquert die Hyère die Départements Côtes-d’Armor und Finistère, in ihrem Unterlauf ist sie Teil des Schifffahrtskanals Canal de Nantes à Brest.

## Orte am Fluss
(Reihenfolge in Fließrichtung)
- Callac
- Carhaix-Plouguer
- Saint-Hernin
- Pont Triffen, Gemeinde Spézet

## Sehenswürdigkeiten
- Pont gaulois de Sainte-Catharine, Brücke über den Fluss aus dem 3. bis 7. Jahrhundert, zwischen den Gemeinden Plounévézel und Treffrin – Monument historique[3]